# 대뇌섬유다리
대뇌섬유다리 (cerebral crus 또는 crus cerebri. crus는 라틴어로 '다리'라는 의미.)는 대뇌 피질에서 다리뇌와 척추로 이동하는 운동로를 포함하는 대뇌다리의 앞쪽 부분이다. 복수형은 cerebral crura이다.
일부 오래된 책에서는 대뇌섬유다리를 대뇌다리라고 부르지만 현재는 일반적으로 앞쪽 백색질 부분에만 국한된다.

## 추가 이미지

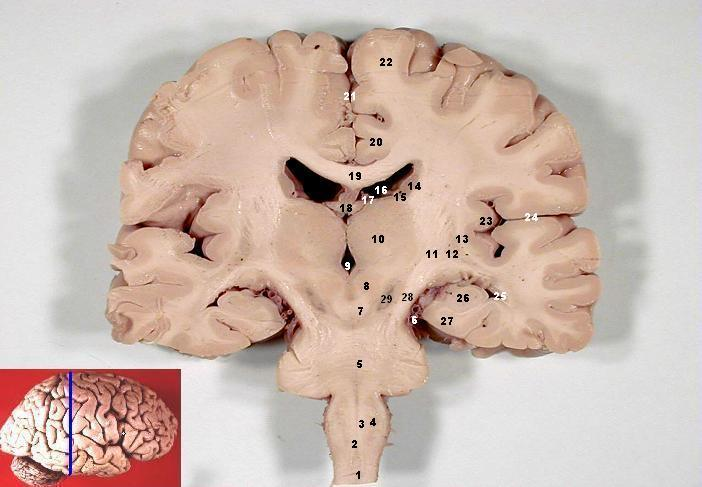
Human brain frontal (coronal) section

## 같이 보기
- 대뇌다리 (cerebral peduncle)
- 날신경섬유 (efferent nerve fiber)
- 운동 신경세포 (motor neuron 또는 efferent neuron)
- 운동 신경 (motor nerve)
- 마이엘렌세팔론 (myelencephalon)
- 중간뇌#덮개 (tectum)

## 참조
이 문서는 현재 퍼블릭 도메인에 속하는 그레이 해부학 제20판(1918) page 800의 내용을 기초로 작성된 글이 포함되어 있습니다.